# Diamond Records
Diamond Records est un label discographique américain de rhythm and blues, anciennement basé à New York, actif entre 1961 et 1970. Il est fondé par Joe Kolsky, ancien dirigeant de Roulette Records. Phil Kahl, frère de Kolsky, également dirigeant chez Roulette Records rejoint ce dernier l'année suivante.

## Histoire
Les débuts du label sont lent, mais il obtient son premier grand succès en 1962 avec Loop de Loop de Johnny Thunder. Ce disque permet un accord de distribution avec EMI pour distribuer les enregistrements du label sur Stateside Records au Royaume-Uni. Ils sont publiés au Canada par Apex Records jusqu'à environ 1967, lorsqu'une version canadienne de Diamond est créée. Toutes les albums sortis après cela avaient le même design de logo que les sorties américaines.
Kolsky et Kahl vendent leurs parts dans Diamond Records en 1968 à Edwin H. Morris Corporation, qui les revend elle même en 1970 à Certron Corporation. Le label Certron ayant fermé en 1972 le sort du catalogue Diamond est inconnu, mais les enregistrements de Ronnie Dove sont largement disponibles sur CD. Ronnie Dove est l'un des seuls producteurs à produire régulièrement des sucés pour Diamond de 1964 à 1969, la plupart produits par Kahl.
Gary Criss, qui a ensuite dirigé le groupe The Glass Bottle, enregistre plusieurs singles pour Diamond au début et au milieu des années 1960. Aucun de ces disques n'est classé dans les hits. D'autres artistes notables sont apparus sur Diamond Records : Bobby Vinton, Dickie Goodman, Mitch Miller, Dickey Lee, Russell Morris, The Bobbettes, The Bleus, Ruby Winters, Don Varner, et Kevin McQuinn (Eddie Quinn of The Mello-Kings). Le label a sorti un total de huit albums dans toute son histoire. Le premier album était signé Johnny Thunder et les autres étaient tous signés Ronnie Dove.
En 1987, Dove le relance pour sortir quelques singles et un autre album. Il possède tous ses enregistrements réalisés pour Diamond Records, et les réédite par le biais de Ronnie Dove Music et Real Gone Music.

## Discographie
Sont présentés ici les albums 33 tours. Pour les 45 tours se reporter au lien externe dédié.
- 1963 : Loop De Loop- Johnny Thunder
- 1964 : Right or Wrong - Ronnie Dove
- 1965 : One Kiss for Old Times' Sake - Ronnie Dove
- 1965 : I'll Make All Your Dreams Come True - Ronnie Dove
- 1966 : The Best of Ronnie Dove - Ronnie Dove
- 1966 : Ronnie Dove Sings the Hits for You- Ronnie Dove
- 1967 : Cry - Ronnie Dove
- 1967 : The Best of Ronnie Dove Volume 2 - Ronnie Dove